# 根斯堡三位一體足球會

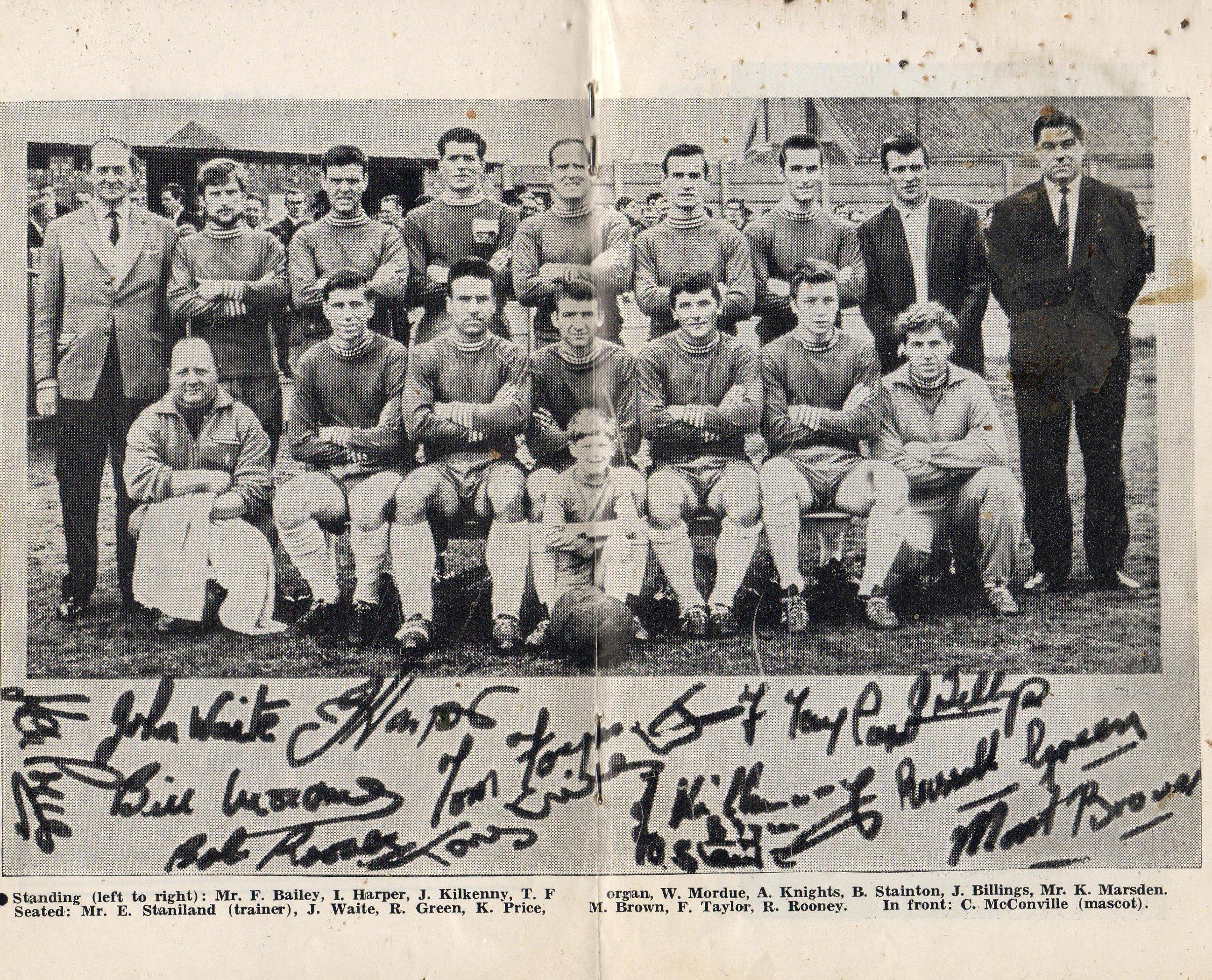
Gainsborough Trinity squad photo for 1966–67

根斯堡三位一體足球會（Gainsborough Trinity Football Club）是一支位於英格蘭根斯堡的職業足球會，目前於英格蘭北部超級聯賽超聯組角逐。

## 外部連結
- 官方网站
- Gainsborough Trinity official youtube channel